# 22. rujna
22. rujna (22. 9.) 265. je dan godine po gregorijanskom kalendaru (266. u prijestupnoj godini).
Do kraja godine ima još 100 dana.

## Događaji
- 1827. – Američki prorok Joseph Smith doživio je otkrivenje po kojem je osnovao vjeru mormona.
- 1862. – Američki predsjednik Abraham Lincoln objavio je kraj ropstva u južnim državama SAD, no ropstvo je ukinuto tek nakon građanskoga rata  (1861. – 1865.) amandmanom na Ustav koji je donesen u prosincu 1865. godine.
- 1896. – Bečka je vlada tek nakon 6 godina obznanila (u svezi s usvojenom saborskom odlukom od 6. studenoga 1890.) da se može u Zadru otvoriti nova gimnazija s hrvatskim nastavnim jezikom za školsku godinu 1897./1898.[1]
- 1896. – Britanska kraljica Viktorija je nadmašila svog djeda kralja Đuru III kao najdugovječniji vladajući monarh u britanskoj povijesti.

- 1957. – Na Haitiju predsjednikom postao Francois Duvalier.

- 1973. – Henry Kissinger imenovan je novim ministrom vanjskih poslova SAD-a.

- 1980. – Napadom iračkih oružanih snaga na iranske naftne pogone započeo prvi zaljevski rat.

| - 1791. – Michael Faraday, britanski znanstvenik († 1867.) - 1875. – Mikalojus Konstantinas Čiurlionis, litavski slikar i skladatelj († 1911.) - 1891. – Hans Albers, njemački glumac - 1924. – Elena Spirgevičiūtė, litavska mučenica († 1944.) - 1932. – Ingemar Johansson, švedski boksač († 2009.) - 1950. – Lino Červar, hrvatski rukometni trener - 1951. – Mladen Pavković, hrvatski novinar i publicist - 1977. – Vedran Đipalo, hrvatski boksač i olimpijac - 1989. – Amar Hodžić, bosanskohercegovački reper i pjevač - 1995. – Aleksandra Prijović, srpska pjevačica - 2006. – Oliver Lukić, hrvatski nogometaš | - 530. – Feliks IV., papa (* ?) - 1408. – Ivan VII. Paleolog, bizantski car (* o. 1370.) - 1520. – Selim I., osmanski sultan (* 1465.) - 1774. – Klement XIV., papa (* 1705.) - 1956. – Frederick Soddy, britanski fizičar; dobitnik Nobelove nagrade za kemiju (* 1877. - 1957. – Zhou Xuan, kineska pjevačica i glumica (* 1920.) - 1979. – Otto Robert Frisch, austrijski nuklearni fizičar (* 1904.) |

## Blagdani i spomendani
- Nacionalni dan borbe protiv nasilja nad ženama u Hrvatskoj
- Sveti Mauricije
- Toma od Villanove